# Iteaphila luctuosa
Iteaphila luctuosa är en tvåvingeart som först beskrevs av Kirby 1837.  Iteaphila luctuosa ingår i släktet Iteaphila, ordningen tvåvingar, klassen egentliga insekter, fylumet leddjur och riket djur. Inga underarter finns listade i Catalogue of Life.